# Lijst van medaillewinnaars op de Olympische Zomerspelen 2024
Deze pagina geeft een totaal overzicht van de medaillewinnaars op de Olympische Zomerspelen 2024 in Parijs, Frankrijk. Hierbij is de indeling alfabetisch gerangschikt op basis van de olympische sporten en binnen de sporten op discipline. De teamsporten zijn geheel onderaan in een tabel samengevat.

## Atletiek
LegendaWR = Wereldrecord   OR = Olympisch record   AR = Werelddeelrecord   NR = Nationaal record
WJR = Wereld jeugdrecord   WL = Beste jaarprestatie   PB = Persoonlijk record   SB = Beste seizoensprestatie

### Mannen
| Onderdeel            | Goud                                                                                       | Goud           | Zilver                                                                        | Zilver       | Brons | Brons           |
| -------------------- | ------------------------------------------------------------------------------------------ | -------------- | ----------------------------------------------------------------------------- | ------------ | --- | --------------- |
| 100 m                | Noah Lyles Verenigde Staten                                                                | 9,79 (,784) PB | Kishane Thompson Jamaica                                                      | 9,79 (,789)  | Fred Kerley Verenigde Staten                                                                                    | 9,81 SB         |
| 200 m                | Letsile Tebogo Botswana                                                                    | 19,46 AR       | Kenny Bednarek Verenigde Staten                                               | 19,62        | Noah Lyles Verenigde Staten                                                                                     | 19,70           |
| 400 m                | Quincy Hall Verenigde Staten                                                               | 43,40 PB       | Matthew Hudson-Smith Groot-Brittannië                                         | 43,44 AR     | Muzala Samukonga Zambia                                                                                         | 43,74 NR        |
| 800 m                | Emmanuel Wanyonyi Kenia                                                                    | 1.41,19 PB     | Marco Arop Canada                                                             | 1.41,20 AR   | Djamel Sedjati Algerije                                                                                         | 1.41,50         |
| 1500 m               | Cole Hocker Verenigde Staten                                                               | 3.27,65 OR     | Josh Kerr Groot-Brittannië                                                    | 3.27,79 NR   | Yared Nuguse Verenigde Staten                                                                                   | 3.27,80 PB      |
| 5000 m               | Jakob Ingebrigtsen Noorwegen                                                               | 13.13,66 SB    | Ronald Kwemoi Kenia                                                           | 13.15,04     | Grant Fisher Verenigde Staten                                                                                   | 13,15,13        |
| 10.000 m             | Joshua Cheptegei Oeganda                                                                   | 26.43,14 OR    | Berihu Aregawi Ethiopië                                                       | 26.43,44     | Grant Fisher Verenigde Staten                                                                                   | 26.43,46 SB     |
| 110 m horden         | Grant Holloway Verenigde Staten                                                            | 12,99          | Daniel Roberts Verenigde Staten                                               | 13,09 (,085) | Rasheed Broadbell Jamaica                                                                                       | 13,09 (,088) SB |
| 400 m horden         | Rai Benjamin Verenigde Staten                                                              | 46,46 =SB      | Karsten Warholm Noorwegen                                                     | 47,06        | Alison dos Santos Brazilië                                                                                      | 47,26           |
| 3000 m steeplechase  | Soufiane El Bakkali Marokko                                                                | 8:06.05 SB     | Kenneth Rooks Verenigde Staten                                                | 8.06,41 PR   | Abraham Kibiwot Kenia                                                                                           | 8.06,47 SB      |
| 4x100 m              | CanadaAaron Brown Jerome Blake Brendon Rodney Andre De Grasse                              | 37,50 SB       | Zuid-AfrikaBayanda Walaza Shaun Maswanganyi Bradley Nkoana Akani Simbine      | 37,57 AR     | Groot-BrittanniëJeremiah Azu Louie Hinchliffe Nethaneel Mitchell-Blake Zharnel Hughes Richard Kilty             | 37,61 SB        |
| 4x400 m              | Verenigde StatenChristopher Bailey Vernon Norwood Bryce Deadmon Rai Benjamin Quincy Wilson | 2.54,43 OR     | BotswanaBayapo Ndori Busang Collen Kebinatshipi Anthony Pesela Letsile Tebogo | 2.54,53 AR   | Groot-BrittanniëAlex Haydock-Wilson Matthew Hudson-Smith Lewis Davey Charlie Dobson Samuel Reardon Toby Harries | 2.55,83 AR      |
| Marathon             | Tamirat Tola Ethiopië                                                                      | 2:06.26 OR     | Bashir Abdi België                                                            | 2:06.47      | Benson Kipruto Kenia                                                                                            | 2:07.00         |
| 20 km snelwandelen   | Brian Pintado Ecuador                                                                      | 1:18.55        | Caio Bonfim Brazilië                                                          | 1:19.09      | Álvaro Martín Spanje                                                                                            | 1:19.11         |
| Hoogspringen         | Hamish Kerr Nieuw-Zeeland                                                                  | 2.36 m =AR     | Shelby McEwen Verenigde Staten                                                | 2.36 m PB    | Mutaz Essa Barshim Qatar                                                                                        | 2.34 m SB       |
| Polsstokhoogspringen | Armand Duplantis Zweden                                                                    | 6,25 m WR      | Sam Kendricks Verenigde Staten                                                | 5,95 m =SB   | Emmanouil Karalis Griekenland                                                                                   | 5,90 m          |
| Verspringen          | Miltiadis Tentoglou Griekenland                                                            | 8,48 m         | Wayne Pinnock Jamaica                                                         | 8,36 m       | Mattia Furlani Italië                                                                                           | 8,34 m          |
| Hink-stap-springen   | Jordan Díaz Spanje                                                                         | 17,86 m        | Pedro Pichardo Portugal                                                       | 17,84 m      | Andy Díaz Italië                                                                                                | 17,64 m SB      |
| Kogelstoten          | Ryan Crouser Verenigde Staten                                                              | 22,90 m SB     | Joe Kovacs Verenigde Staten                                                   | 22,15 m      | Rajindra Campbell Jamaica                                                                                       | 22,15 m         |
| Discuswerpen         | Rojé Stona Jamaica                                                                         | 70,00 m OR     | Mykolas Alekna Litouwen                                                       | 69,97 m      | Matthew Denny Australië                                                                                         | 69,31 m         |
| Kogelslingeren       | Ethan Katzberg Canada                                                                      | 84,12 m        | Bence Halász Hongarije                                                        | 79,97 m      | Mychajlo Kochan Oekraïne                                                                                        | 79,39 m         |
| Speerwerpen          | Arshad Nadeem Pakistan                                                                     | 92,97 m OR     | Neeraj Chopra India                                                           | 89,45 m SB   | Anderson Peters Grenada                                                                                         | 88,54 m         |
| Tienkamp             | Markus Rooth Noorwegen                                                                     | 8796 ptn NR    | Leo Neugebauer Duitsland                                                      | 8748 ptn     | Lindon Victor Grenada                                                                                           | 8711 ptn SB     |

### Vrouwen
| Onderdeel            | Goud | Goud           | Zilver | Zilver      | Brons | Brons       |
| -------------------- | --- | -------------- | --- | ----------- | --- | ----------- |
| 100 m                | Julien Alfred Saint Lucia | 10,72 NR       | Sha'Carri Richardson Verenigde Staten                                                                      | 10,87       | Melissa Jefferson Verenigde Staten                                                                                                   | 10,92       |
| 200 m                | Gabrielle Thomas Verenigde Staten                                                                                                 | 21,83          | Julien Alfred Saint Lucia                                                                                  | 22,08       | Brittany Brown Verenigde Staten | 22,20       |
| 400 m                | Marileidy Paulino Dominicaanse Republiek                                                                                          | 48,17 OR       | Salwa Eid Naser Bahrein                                                                                    | 48,53 SB    | Natalia Kaczmarek Polen | 48,98       |
| 800 m                | Keely Hodgkinson Groot-Brittannië                                                                                                 | 1.56,72        | Tsige Duguma Ethiopië                                                                                      | 1.57,15 PB  | Mary Moraa Kenia | 1.57,42     |
| 1500 m               | Faith Kipyegon Kenia | 3.51,29 OR     | Jessica Hull Australië                                                                                     | 3.52,56     | Georgia Bell Groot-Brittannië | 3.52,61 NR  |
| 5000 m               | Beatrice Chebet Kenia | 14.28,56       | Faith Kipyegon Kenia                                                                                       | 14.29,60 SB | Sifan Hassan Nederland | 14.30,61 SB |
| 10.000 m             | Beatrice Chebet Kenia | 30.43,25       | Nadia Battocletti Italië                                                                                   | 30.43,35 NR | Sifan Hassan Nederland | 30.44,12 SB |
| 100 m horden         | Masai Russell Verenigde Staten | 12,33          | Cyréna Samba-Mayela Frankrijk                                                                              | 12,34       | Jasmine Camacho-Quinn Puerto Rico | 12,36       |
| 400 m horden         | Sydney McLaughlin-Levrone Verenigde Staten                                                                                        | 50,37 WR       | Anna Cockrell Verenigde Staten                                                                             | 51,87 PB    | Femke Bol Nederland | 52,15       |
| 3000 m steeplechase  | Winfred Yavi Bahrein | 8.52,76 OR     | Peruth Chemutai Oeganda                                                                                    | 8.53,34 NR  | Faith Cherotich Kenia | 8.55,15 PB  |
| 4x100 m              | Verenigde Staten Melissa Jefferson Twanisha Terry Gabrielle Thomas Sha'Carri Richardson                                           | 41,78 SB       | Groot-Brittannië Dina Asher-Smith Imani-Lara Lansiquot Amy Hunt Daryll Neita Bianca Williams Desiree Henry | 41,85       | Duitsland Alexandra Burghardt Lisa Mayer Gina Lückenkemper Rebekka Haase Sophia Junk                                                 | 41,97 SB    |
| 4x400 m              | Verenigde StatenShamier Little Sydney McLaughlin-Levrone Gabrielle Thomas Alexis Holmes Quanera Hayes Aaliyah Butler Kaylyn Brown | 3.15,27 WL, AR | NederlandLieke Klaver Cathelijn Peeters Lisanne de Witte Femke Bol Eveline Saalberg Myrte van der Schoot   | 3.19,50 NR  | Groot-BrittanniëVictoria Ohuruogu Laviai Nielsen Nicole Yeargin Amber Anning Yemi Mary John Hannah Kelly Jodie Williams Lina Nielsen | 3.19,72 NR  |
| Marathon             | Sifan Hassan Nederland | 2:22.55 OR     | Tigst Assefa Ethiopië                                                                                      | 2:22.58     | Hellen Obiri Kenia | 2:23.10 PB  |
| 20 km snelwandelen   | Yang Jiayu China | 1:25.54        | María Pérez Spanje                                                                                         | 1:26.19     | Jemima Montag Australië | 1:26.25 AR  |
| Hoogspringen         | Jaroslava Mahoetsjich Oekraïne | 2,00 m         | Nicola Olyslagers Australië                                                                                | 2,00 m      | Eleanor Patterson Australië Iryna Herasjtsjenko Oekraïne                                                                             | 1,95 m =SB  |
| Polsstokhoogspringen | Nina Kennedy Australië | 4,90 m SB      | Katie Moon Verenigde Staten                                                                                | 4,85 m =SB  | Alysha Newman Canada | 4,85 m NR   |
| Verspringen          | Tara Davis-Woodhall Verenigde Staten                                                                                              | 7,10 m         | Malaika Mihambo Duitsland                                                                                  | 6,98 m      | Jasmine Moore Verenigde Staten | 6,96 m      |
| Hink-stap-springen   | Thea LaFond Dominica | 15,02 m NR     | Shanieka Ricketts Jamaica                                                                                  | 14,87 m SB  | Jasmine Moore Verenigde Staten | 14,67 m SB  |
| Kogelstoten          | Yemisi Ogunleye Duitsland | 20,00 m        | Maddi Wesche Nieuw-Zeeland                                                                                 | 19,86 PB    | Song Jiayuan China | 19,32 m     |
| Discuswerpen         | Valarie Allman Verenigde Staten                                                                                                   | 69,50 m        | Feng Bin China                                                                                             | 67,51 m     | Sandra Elkasević Kroatië | 67,51 m SB  |
| Kogelslingeren       | Camryn Rogers Canada | 76,97 m        | Annette Echikunwoke Verenigde Staten                                                                       | 75,48 m SB  | Zhao Jie China | 74,27 m     |
| Speerwerpen          | Haruka Kitaguchi Japan | 65,80 m SB     | Jo-Ane van Dyk Zuid-Afrika                                                                                 | 63,93 m     | Nikola Ogrodníková Tsjechië | 63,68 SB    |
| Zevenkamp            | Nafissatou Thiam België | 6880 ptn       | Katarina Johnson-Thompson Groot-Brittannië                                                                 | 6844 ptn    | Noor Vidts België | 6707 ptn    |

### Gemengd
| Onderdeel                      | Goud                                                                                | Goud       | Zilver                                                                    | Zilver  | Brons                                                                                          | Brons      |
| ------------------------------ | ----------------------------------------------------------------------------------- | ---------- | ------------------------------------------------------------------------- | ------- | ---------------------------------------------------------------------------------------------- | ---------- |
| 4x400 m                        | Nederland Eugene Omalla Lieke Klaver Isaya Klein Ikkink Femke Bol Cathelijn Peeters | 3.07,43 AR | Verenigde Staten Vernon Norwood Shamier Little Bryce Deadmon Kaylyn Brown | 3.07,74 | Groot-Brittannië Samuel Reardon Laviai Nielsen Alex Haydock-Wilson Amber Anning Nicole Yeargin | 3.08,01 NR |
| Marathonestafette snelwandelen | Spanje Álvaro Martín María Pérez                                                    | 2:50.31    | Ecuador Brian Pintado Glenda Morejón                                      | 2:51.22 | Australië Rhydian Cowley Jemima Montag                                                         | 2:51.38    |

## Badminton
| Onderdeel          | Goud | Goud                      | Zilver | Zilver                   | Brons | Brons                         |
| ------------------ | ---- | ------------------------- | ------ | ------------------------ | ----- | ----------------------------- |
| Enkelspel (m)      | DEN  | Viktor Axelsen            | THA    | Kunlavut Vitidsarn       | MAS   | Lee Zii Jia                   |
| Dubbelspel (m)     | TPE  | Lee Yang Wang Chi-lin     | CHN    | Liang Weikeng Wang Chang | MAS   | Aaron Chia Soh Wooi Yik       |
|                    |      |                           |        |                          |       |                               |
| Gemengd dubbelspel | CHN  | Huang Yaqiong Zheng Siwei | KOR    | Jeong Na-eun Kim Won-ho  | JPN   | Arisa Higashino Yuta Watanabe |
|                    |      |                           |        |                          |       |                               |
| Enkelspel (v)      | KOR  | An Se-young               | CHN    | He Bingjiao              | INA   | Gregoria Mariska Tunjung      |
| Dubbelspel (v)     | CHN  | Chen Qingchen Jia Yifan   | CHN    | Liu Shengshu Tan Ning    | JPN   | Nami Matsuyama Chiharu Shida  |

## Basketbal

#### 3×3
| Onderdeel | Goud | Goud                                                            | Zilver | Zilver                                                               | Brons | Brons                                                                 |
| --------- | ---- | --------------------------------------------------------------- | ------ | -------------------------------------------------------------------- | ----- | --------------------------------------------------------------------- |
| Mannen    | NED  | Jan Driessen Dimeo van der Horst Worthy de Jong Arvin Slagter   | FRA    | Lucas Dussoulier Timothé Vergiat Jules Rambaut Franck Seguela        | LTU   | Šarūnas Vingelis Gintautas Matulis Aurelijus Pukelis Evaldas Džiaugys |
| Vrouwen   | GER  | Marie Reichert Elisa Mevius Sonja Greinacher Svenja Brunckhorst | ESP    | Vega Gimeno Sandra Ygueravide Juana Camilión Gracia Alonso de Armiño | USA   | Dearica Hamby Cierra Burdick Hailey Van Lith Rhyne Howard             |

#### Basketbal
| Onderdeel | Goud             | Zilver    | Brons     |
| --------- | ---------------- | --------- | --------- |
| Mannen    | Verenigde Staten | Frankrijk | Servië    |
| Vrouwen   | Verenigde Staten | Frankrijk | Australië |

## Boksen
Mannen
| Onderdeel                  | Goud | Goud                    | Zilver | Zilver                 | Brons   | Brons                                       |
| -------------------------- | ---- | ----------------------- | ------ | ---------------------- | ------- | ------------------------------------------- |
| Vlieggewicht (-51 kg)      | UZB  | Hasanboy Doesmatov      | FRA    | Billal Bennama         | DOM CPV | Junior Alcántara Daniel Varela de Pina      |
| Vedergewicht (-57 kg)      | UZB  | Abdumalik Khalokov      | KGZ    | Munarbek Seiitbek Uulu | AUS BUL | Charlie Senior Javier Ibáñez                |
| Lichtgewicht (-63,5 kg)    | CUB  | Erislandy Álvarez       | FRA    | Sofiane Oumiha         | CAN GEO | Wyatt Sanford Lasha Guruli                  |
| Weltergewicht (-71 kg)     | UZB  | Asadkhuja Muydinkhujaev | MEX    | Marco Verde            | USA GBR | Omari Jones Lewis Richardson                |
| Middengewicht (-80 kg)     | UKR  | Oleksandr Chyzjnjak     | KAZ    | Nurbek Oralbay         | DOM CUB | Cristian Pinales Arlen López                |
| Zwaargewicht (-92 kg)      | UZB  | Lazizbek Mullojonov     | AZE    | Loren Alfonso          | ESP TJK | Enmanuel Reyes Davlat Boltaev               |
| Superzwaargewicht (+92 kg) | UZB  | Bahodir Jalolov         | ESP    | Ayoub Ghadfa           | GER FRA | Nelvie Tiafack Djamili-Dini Aboudou Moindze |

Vrouwen
| Onderdeel              | Goud | Goud              | Zilver | Zilver             | Brons   | Brons                               |
| ---------------------- | ---- | ----------------- | ------ | ------------------ | ------- | ----------------------------------- |
| Vlieggewicht (-50 kg)  | CHN  | Wu Yu             | TUR    | Buse Naz Çakıroğlu | KAZ PHI | Nazym Kyzaibay Aira Villegas        |
| Bantamgewicht (-54 kg) | CHN  | Chang Yuan        | TUR    | Hatice Akbaş       | PRK KOR | Pang Chol-mi Im Ae-ji               |
| Vedergewicht (-57 kg)  | TPE  | Lin Yu-ting       | POL    | Julia Szeremeta    | TUR PHI | Esra Yıldız Nesthy Petecio          |
| Lichtgewicht (-60 kg)  | IRL  | Kellie Harrington | CHN    | Yang Wenlu         | TPE BRA | Wu Shih-yi Beatriz Ferreira         |
| Weltergewicht (-66 kg) | ALG  | Imane Khelif      | CHN    | Yang Liu           | THA TPE | Janjaem Suwannapheng Chen Nien-chin |
| Middengewicht (-75 kg) | CHN  | Li Qian           | PAN    | Atheyna Bylon      | AUS EOR | Caitlin Parker Cindy Ngamba         |

## Boogschieten
| Onderdeel    | Goud | Goud                                     | Zilver | Zilver                                                | Brons | Brons                                            |
| ------------ | ---- | ---------------------------------------- | ------ | ----------------------------------------------------- | ----- | ------------------------------------------------ |
| Mannen       | KOR  | Kim Woo-jin                              | USA    | Brady Ellison                                         | KOR   | Lee Woo-seok                                     |
| Vrouwen      | KOR  | Lim Si-hyeon                             | KOR    | Nam Su-hyeon                                          | FRA   | Lisa Barbelin                                    |
| Mannen team  | KOR  | Kim Je-deok Kim Woo-jin Lee Woo-seok     | FRA    | Baptiste Addis Thomas Chirault Jean-Charles Valladont | TUR   | Mete Gazoz Ulaş Tümer Muhammed Yıldırmış         |
| Vrouwen team | KOR  | Jeon Hun-young Lim Si-hyeon Nam Su-hyeon | CHN    | An Qixuan Li Jiaman Yang Xiaolei                      | MEX   | Ángela Ruiz Alejandra Valencia Ana Paula Vázquez |
| Gemengd team | KOR  | Lim Si-hyeon Kim Woo-jin                 | GER    | Michelle Kroppen Florian Unruh                        | USA   | Casey Kaufhold Brady Ellison                     |

## Breaking
| Onderdeel | Goud | Goud       | Zilver | Zilver           | Brons | Brons           |
| --------- | ---- | ---------- | ------ | ---------------- | ----- | --------------- |
| Mannen    | CAN  | Philip Kim | FRA    | Danis Civil      | USA   | Victor Montalvo |
|           |      |            |        |                  |       |                 |
| Vrouwen   | JPN  | Ami Yuasa  | LTU    | Dominika Banevič | CHN   | Liu Qingyi      |

## Gewichtheffen
Mannen
| Onderdeel            | Goud | Goud             | Zilver | Zilver              | Brons | Brons               |
| -------------------- | ---- | ---------------- | ------ | ------------------- | ----- | ------------------- |
| Veder (-61 kg)       | CHN  | Li Fabin         | THA    | Theerapong Silachai | USA   | Hampton Morris      |
| Licht (-73 kg)       | INA  | Rizki Juniansyah | THA    | Weeraphon Wichuma   | BUL   | Bozhidar Andreev    |
| Middenzwaar (-89 kg) | BUL  | Karlos Nasar     | COL    | Yeison López        | ITA   | Antonino Pizzolato  |
| Zwaar (-102 kg)      | CHN  | Liu Huanhua      | UZB    | Akbar Djoerajev     | AIN   | Yauheni Tsikhantsou |
| Superzwaar (+102 kg) | GEO  | Lasja Talachadze | ARM    | Varazdat Lalayan    | BRN   | Gor Minasyan        |

Vrouwen
| Onderdeel           | Goud | Goud           | Zilver | Zilver         | Brons | Brons              |
| ------------------- | ---- | -------------- | ------ | -------------- | ----- | ------------------ |
| Vlieg (-49 kg)      | CHN  | Hou Zhihui     | ROU    | Mihaela Cambei | THA   | Surodchana Khambao |
| Licht (-59 kg)      | CHN  | Luo Shifang    | CAN    | Maude Charron  | TPE   | Kuo Hsing-chun     |
| Lichtzwaar (-71 kg) | USA  | Olivia Reeves  | COL    | Mari Sánchez   | ECU   | Angie Palacios     |
| Zwaar (-81 kg)      | NOR  | Solfrid Koanda | EGY    | Sara Ahmed     | ECU   | Neisi Dajomes      |
| Superzwaar (+81 kg) | CHN  | Li Wenwen      | KOR    | Park Hye-jeong | GBR   | Emily Campbell     |

## Golf
| Onderdeel | Goud | Goud              | Zilver | Zilver           | Brons | Brons            |
| --------- | ---- | ----------------- | ------ | ---------------- | ----- | ---------------- |
| Mannen    | USA  | Scottie Scheffler | GBR    | Tommy Fleetwood  | JPN   | Hideki Matsuyama |
| Vrouwen   | NZL  | Lydia Ko          | GER    | Esther Henseleit | CHN   | Lin Xiyu         |

## Gymnastiek

#### Ritmische gymnastiek
| Onderdeel         | Goud | Goud                                                         | Zilver | Zilver                                                                | Brons | Brons                                                                           |
| ----------------- | ---- | ------------------------------------------------------------ | ------ | --------------------------------------------------------------------- | ----- | ------------------------------------------------------------------------------- |
| Meerkamp (v)      | GER  | Darja Varfolomeev                                            | BUL    | Boryana Kaleyn                                                        | ITA   | Sofia Raffaeli                                                                  |
| Meerkamp team (v) | CHN  | Guo Qiqi Hao Ting Huang Zhangjiayang Wang Lanjing Ding Xinyi | ISR    | Ofir Shaham Diana Svertsov Adar Friedmann Romi Paritzki Shani Bakanov | ITA   | Alessia Maurelli Martina Centofanti Agnese Duranti Daniela Mogurean Laura Paris |

#### Trampoline
| Onderdeel | Goud | Goud              | Zilver | Zilver                  | Brons | Brons           |
| --------- | ---- | ----------------- | ------ | ----------------------- | ----- | --------------- |
| Mannen    | AIN  | Ivan Litvinovitsj | CHN    | Wang Zisai              | CHN   | Yan Langyu      |
|           |      |                   |        |                         |       |                 |
| Vrouwen   | GBR  | Bryony Page       | AIN    | Viyaleta Bardzilouskaya | CAN   | Sophiane Méthot |

#### Turnen
Mannen
| Onderdeel     | Goud | Goud                                                                      | Zilver | Zilver                                                   | Brons | Brons                                                             |
| ------------- | ---- | ------------------------------------------------------------------------- | ------ | -------------------------------------------------------- | ----- | ----------------------------------------------------------------- |
| Brug          | CHN  | Zou Jingyuan                                                              | UKR    | Illja Kovtoen                                            | JPN   | Shinnosuke Oka                                                    |
| Paard voltige | IRL  | Rhys McClenaghan                                                          | KAZ    | Nariman Kurbanov                                         | USA   | Stephen Nedoroscik                                                |
| Rekstok       | JPN  | Shinnosuke Oka                                                            | COL    | Ángel Barajas                                            | CHN   | Zhang Boheng                                                      |
| Rekstok       | JPN  | Shinnosuke Oka                                                            | COL    | Ángel Barajas                                            | TPE   | Tang Chia-hung                                                    |
| Ringen        | CHN  | Liu Yang                                                                  | CHN    | Zou Jingyuan                                             | GRE   | Eleftherios Petrounias                                            |
| Sprong        | PHI  | Carlos Yulo                                                               | ARM    | Artur Davtyan                                            | GBR   | Harry Hepworth                                                    |
| Vloer         | PHI  | Carlos Yulo                                                               | ISR    | Artem Dolgopyat                                          | GBR   | Jake Jarman                                                       |
| Meerkamp      | JPN  | Shinnosuke Oka                                                            | CHN    | Zhang Boheng                                             | CHN   | Xiao Ruoteng                                                      |
| Meerkamp team | JPN  | Daiki Hashimoto Kazuma Kaya Shinnosuke Oka Takaaki Sugino Wataru Tanigawa | CHN    | Liu Yang Su Weide Xiao Ruoteng Zhang Boheng Zou Jingyuan | USA   | Asher Hong Paul Juda Brody Malone Stephen Nedoroscik Fred Richard |

Vrouwen
| Onderdeel     | Goud | Goud                                                          | Zilver | Zilver                                                                  | Brons | Brons                                                                    |
| ------------- | ---- | ------------------------------------------------------------- | ------ | ----------------------------------------------------------------------- | ----- | ------------------------------------------------------------------------ |
| Balk          | ITA  | Alice D'Amato                                                 | CHN    | Zhou Yaqin                                                              | ITA   | Manila Esposito                                                          |
| Brug ongelijk | ALG  | Kaylia Nemour                                                 | CHN    | Qiu Qiyuan                                                              | USA   | Sunisa Lee                                                               |
| Sprong        | USA  | Simone Biles                                                  | BRA    | Rebeca Andrade                                                          | USA   | Jade Carey                                                               |
| Vloer         | BRA  | Rebeca Andrade                                                | USA    | Simone Biles                                                            | ROU   | Ana Bărbosu                                                              |
| Meerkamp      | USA  | Simone Biles                                                  | BRA    | Rebeca Andrade                                                          | USA   | Sunisa Lee                                                               |
| Meerkamp team | USA  | Simone Biles Jade Carey Jordan Chiles Sunisa Lee Hezly Rivera | ITA    | Angela Andreoli Alice D'Amato Manila Esposito Elisa Iorio Giorgia Villa | BRA   | Rebeca Andrade Jade Barbosa Lorrane Oliveira Flávia Saraiva Júlia Soares |

## Handbal
| mannen  | Denemarken | Duitsland | Spanje     |  |  |  |
|         |            |           |            |  |  |  |
| vrouwen | Noorwegen  | Frankrijk | Denemarken |  |  |  |

## Hockey
| mannen  | Nederland | Duitsland | India      |  |  |  |
|         |           |           |            |  |  |  |
| vrouwen | Nederland | China     | Argentinië |  |  |  |

## Judo
Mannen
| Onderdeel            | Goud | Goud             | Zilver | Zilver             | Brons   | Brons                                        |
| -------------------- | ---- | ---------------- | ------ | ------------------ | ------- | -------------------------------------------- |
| Extra licht (-60 kg) | KAZ  | Yeldos Smetov    | FRA    | Luka Mkheidze      | JPN ESP | Ryuju Nagayama Francisco Garrigós            |
| Half licht (-66 kg)  | JPN  | Hifumi Abe       | BRA    | Willian Lima       | KAZ MDA | Gusman Kyrgyzbayev Denis Vieru               |
| Licht (-73 kg)       | AZE  | Hidayet Heydarov | FRA    | Joan-Benjamin Gaba | JPN MDA | Soichi Hashimoto Adil Osmanov                |
| Half midden (-81 kg) | JPN  | Takanori Nagase  | GEO    | Tato Grigalasjvili | KOR TJK | Lee Joon-hwan Somon Makhmadbekov             |
| Midden (-90 kg)      | GEO  | Lasja Bekaoeri   | JPN    | Sanshiro Murao     | FRA GRE | Maxime-Gaël Ngayap Hambou Theodoros Tselidis |
| Half zwaar (-100 kg) | AZE  | Zelym Kotsoiev   | GEO    | Ilia Sulamanidze   | ISR UZB | Peter Paltchik Muzaffarbek Turoboyev         |
| Zwaar (+100 kg)      | FRA  | Teddy Riner      | KOR    | Kim Min-jong       | TJK UZB | Temur Rakhimov Alisher Yusupov               |

Vrouwen
| Onderdeel            | Goud | Goud               | Zilver | Zilver                  | Brons   | Brons                                |
| -------------------- | ---- | ------------------ | ------ | ----------------------- | ------- | ------------------------------------ |
| Extra licht (-48 kg) | JPN  | Natsumi Tsunoda    | MGL    | Bavuudorjiin Baasankhüü | FRA SWE | Shirine Boukli Tara Babulfath        |
| Half licht (-52 kg)  | UZB  | Diyora Keldiyorova | KOS    | Distria Krasniqi        | BRA FRA | Larissa Pimenta Amandine Buchard     |
| Licht (-57 kg)       | CAN  | Christa Deguchi    | KOR    | Huh Mi-mi               | JPN FRA | Haruka Funakubo Sarah-Léonie Cysique |
| Half midden (-63 kg) | SLO  | Andreja Leški      | MEX    | Prisca Awiti Alcaraz    | FRA KOS | Clarisse Agbegnenou Laura Fazliu     |
| Midden (-70 kg)      | CRO  | Barbara Matić      | GER    | Miriam Butkereit        | AUT BEL | Michaela Polleres Gabriella Willems  |
| Half zwaar (-78 kg)  | ITA  | Alice Bellandi     | ISR    | Inbar Lanir             | CHN POR | Ma Zhenzhao Patrícia Sampaio         |
| Zwaar (+78 kg)       | BRA  | Beatriz Souza      | ISR    | Raz Hershko             | FRA KOR | Romane Dicko Kim Ha-yun              |

Gemengd
| Onderdeel    | Goud | Goud | Zilver | Zilver | Brons | Brons |
| ------------ | --- | --- | --- | --- | --- | --- |
| Gemengd team | Frankrijk Shirine Boukli Joan-Benjamin Gaba Amandine Buchard Walide Khyar Sarah-Léonie Cysique Luka Mkheidze Clarisse Agbegnenou Alpha Oumar Djalo Marie-Ève Gahié Maxime-Gaël Ngayap Hambou Romane Dicko Aurelien Diesse Madeleine Malonga Teddy Riner | Frankrijk Shirine Boukli Joan-Benjamin Gaba Amandine Buchard Walide Khyar Sarah-Léonie Cysique Luka Mkheidze Clarisse Agbegnenou Alpha Oumar Djalo Marie-Ève Gahié Maxime-Gaël Ngayap Hambou Romane Dicko Aurelien Diesse Madeleine Malonga Teddy Riner | Japan Uta Abe Hifumi Abe Haruka Funakubo Soichi Hashimoto Natsumi Tsunoda Ryuju Nagayama Saki Niizoe Sanshiro Murao Miku Takaichi Takanori Nagase Aaron Wolf Rika Takayama Akira Sone Tatsuru Saito | Japan Uta Abe Hifumi Abe Haruka Funakubo Soichi Hashimoto Natsumi Tsunoda Ryuju Nagayama Saki Niizoe Sanshiro Murao Miku Takaichi Takanori Nagase Aaron Wolf Rika Takayama Akira Sone Tatsuru Saito | Brazilië Daniel Cargnin Leonardo Gonçalves Willian Lima Rafael Macedo Guilherme Schimidt Rafael Silva Larissa Pimenta Ketleyn Quadros Rafaela Silva Beatriz Souza | Brazilië Daniel Cargnin Leonardo Gonçalves Willian Lima Rafael Macedo Guilherme Schimidt Rafael Silva Larissa Pimenta Ketleyn Quadros Rafaela Silva Beatriz Souza |
| Gemengd team | Frankrijk Shirine Boukli Joan-Benjamin Gaba Amandine Buchard Walide Khyar Sarah-Léonie Cysique Luka Mkheidze Clarisse Agbegnenou Alpha Oumar Djalo Marie-Ève Gahié Maxime-Gaël Ngayap Hambou Romane Dicko Aurelien Diesse Madeleine Malonga Teddy Riner | Frankrijk Shirine Boukli Joan-Benjamin Gaba Amandine Buchard Walide Khyar Sarah-Léonie Cysique Luka Mkheidze Clarisse Agbegnenou Alpha Oumar Djalo Marie-Ève Gahié Maxime-Gaël Ngayap Hambou Romane Dicko Aurelien Diesse Madeleine Malonga Teddy Riner | Japan Uta Abe Hifumi Abe Haruka Funakubo Soichi Hashimoto Natsumi Tsunoda Ryuju Nagayama Saki Niizoe Sanshiro Murao Miku Takaichi Takanori Nagase Aaron Wolf Rika Takayama Akira Sone Tatsuru Saito | Japan Uta Abe Hifumi Abe Haruka Funakubo Soichi Hashimoto Natsumi Tsunoda Ryuju Nagayama Saki Niizoe Sanshiro Murao Miku Takaichi Takanori Nagase Aaron Wolf Rika Takayama Akira Sone Tatsuru Saito | Zuid-Korea Lee Hye-kyeong Kim Won-jin Jung Ye-rin An Ba-ul Huh Mi-mi Kim Ji-su Lee Joon-hwan Han Ju-yeop Yoon Hyun-ji Kim Ha-yun Kim Min-jong                     | |

## Kanovaren
Slalom
| Onderdeel | Goud | Goud                | Zilver | Zilver            | Brons | Brons           |
| --------- | ---- | ------------------- | ------ | ----------------- | ----- | --------------- |
| C1 (m)    | FRA  | Nicolas Gestin      | GBR    | Adam Burgess      | SVK   | Matej Beňuš     |
| K1 (m)    | ITA  | Giovanni De Gennaro | FRA    | Titouan Castryck  | ESP   | Pau Echaniz     |
| KX-1 (m)  | NZL  | Finn Butcher        | GBR    | Joe Clarke        | GER   | Noah Hegge      |
|           |      |                     |        |                   |       |                 |
| C1 (v)    | AUS  | Jessica Fox         | GER    | Elena Lilik       | USA   | Evy Leibfarth   |
| K1 (v)    | AUS  | Jessica Fox         | POL    | Klaudia Zwolińska | GBR   | Kimberley Woods |
| KX-1 (v)  | AUS  | Noemie Fox          | FRA    | Angèle Hug        | GBR   | Kimberley Woods |

Vlakwater
| Onderdeel     | Goud | Goud                                                    | Zilver | Zilver                                                                  | Brons | Brons                                                            |
| ------------- | ---- | ------------------------------------------------------- | ------ | ----------------------------------------------------------------------- | ----- | ---------------------------------------------------------------- |
| C1 1000 m (m) | CZE  | Martin Fuksa                                            | BRA    | Isaquias Queiroz                                                        | MDA   | Serghei Tarnovschi                                               |
| C2 0500 m (m) | CHN  | Liu Hao Ji Bowen                                        | ITA    | Gabriele Casadei Carlo Tacchini                                         | ESP   | Joan Antoni Moreno Diego Domínguez                               |
| K1 1000 m (m) | CZE  | Josef Dostál                                            | HUN    | Ádám Varga                                                              | HUN   | Bálint Kopasz                                                    |
| K2 0500 m (m) | GER  | Max Lemke Jacob Schopf                                  | HUN    | Bence Nádas Sándor Tótka                                                | AUS   | Jean van der Westhuyzen Thomas Green                             |
| K4 0500 m (m) | GER  | Max Rendschmidt Max Lemke Jacob Schopf Tom Liebscher    | AUS    | Riley Fitzsimmons Pierre van der Westhuyzen Jackson Collins Noah Havard | ESP   | Saúl Craviotto Carlos Arévalo Marcus Cooper Walz Rodrigo Germade |
|               |      |                                                         |        |                                                                         |       |                                                                  |
| C1 0200 m (v) | CAN  | Katie Vincent                                           | USA    | Nevin Harrison                                                          | CUB   | Yarisleidis Cirilo                                               |
| C2 0500 m (v) | CHN  | Xu Shixiao Sun Mengya                                   | UKR    | Ljoedmila Loezan Anastasia Rybatsjok                                    | CAN   | Sloan MacKenzie Katie Vincent                                    |
| K1 0500 m (v) | NZL  | Lisa Carrington                                         | HUN    | Tamara Csipes                                                           | DEN   | Emma Jørgensen                                                   |
| K2 0500 m (v) | NZL  | Lisa Carrington Alicia Hoskin                           | HUN    | Tamara Csipes Alida Dóra Gazsó                                          | GER   | Paulina Paszek Jule Hake                                         |
| K2 0500 m (v) | NZL  | Lisa Carrington Alicia Hoskin                           | HUN    | Tamara Csipes Alida Dóra Gazsó                                          | HUN   | Noémi Pupp Sára Fojt                                             |
| K4 0500 m (v) | NZL  | Lisa Carrington Alicia Hoskin Olivia Brett Tara Vaughan | GER    | Paulina Paszek Jule Hake Pauline Jagsch Sarah Brüßler                   | HUN   | Noémi Pupp Sára Fojt Tamara Csipes Alida Dóra Gazsó              |

## Klimsport
| Onderdeel    | Goud | Goud                | Zilver | Zilver          | Brons | Brons              |
| ------------ | ---- | ------------------- | ------ | --------------- | ----- | ------------------ |
| gecombineerd | GBR  | Toby Roberts        | JPN    | Sorato Anraku   | AUT   | Jakob Schubert     |
| speed        | INA  | Veddriq Leonardo    | CHN    | Wu Peng         | USA   | Sam Watson         |
|              |      |                     |        |                 |       |                    |
| gecombineerd | SLO  | Janja Garnbret      | USA    | Brooke Raboutou | AUT   | Jessica Pilz       |
| speed        | POL  | Aleksandra Mirosław | CHN    | Deng Lijuan     | POL   | Aleksandra Kałucka |

## Moderne vijfkamp
| Onderdeel | Goud | Goud            | Zilver | Zilver         | Brons | Brons           |
| --------- | ---- | --------------- | ------ | -------------- | ----- | --------------- |
| Mannen    | EGY  | Ahmed El-Gendy  | JPN    | Taishu Sato    | ITA   | Giorgio Malan   |
|           |      |                 |        |                |       |                 |
| Vrouwen   | HUN  | Michelle Gulyás | FRA    | Élodie Clouvel | KOR   | Seong Seung-min |

## Paardensport
| Onderdeel           | Goud | Goud | Zilver | Zilver | Brons | Brons |
| ------------------- | --- | --- | --- | --- | --- | --- |
| Dressuur            | GER | Jessica von Bredow-Werndl op TSF Dalera BB                                                                    | GER | Isabell Werth op Wendy                                                                                               | GBR | Charlotte Fry op Glamourdale |
| Dressuur team       | Duitsland Frederic Wandres op Bluetooth Old Isabell Werth op Wendy Jessica von Bredow-Werndl op TSF Dalera BB | Duitsland Frederic Wandres op Bluetooth Old Isabell Werth op Wendy Jessica von Bredow-Werndl op TSF Dalera BB | Denemarken Daniel Bachmann Andersen op Vayron Nanna Merrald Rasmussen op Zepter Cathrine Laudrup-Dufour op Freestyle | Denemarken Daniel Bachmann Andersen op Vayron Nanna Merrald Rasmussen op Zepter Cathrine Laudrup-Dufour op Freestyle | Groot-Brittannië Becky Moody op Jagerbomb Carl Hester op Fame Charlotte Fry op Glamourdale                                             | Groot-Brittannië Becky Moody op Jagerbomb Carl Hester op Fame Charlotte Fry op Glamourdale                                             |
|                     | | | | | | |
| Eventing            | GER | Michael Jung op Chipmunk Frh                                                                                  | AUS | Christopher Burton op Shadow Man                                                                                     | GBR | Laura Collett op London 52 |
| Eventing team       | Groot-Brittannië Rosalind Canter op Lordships Graffalo Laura Collett op London 52 Tom McEwen op JD Dublin     | Groot-Brittannië Rosalind Canter op Lordships Graffalo Laura Collett op London 52 Tom McEwen op JD Dublin     | Frankrijk Karim Laghouag op Triton Fontaine Stéphane Landois op Chaman Dumontceau Nicolas Touzaint op Diabolo Menthe | Frankrijk Karim Laghouag op Triton Fontaine Stéphane Landois op Chaman Dumontceau Nicolas Touzaint op Diabolo Menthe | Japan Ryuzo Kitajima op Cekatinka Yoshiaki Oiwa op Mgh Grafton Street Toshiyuki Tanaka op Jefferson Kazuma Tomoto op Vinci De La Vigne | Japan Ryuzo Kitajima op Cekatinka Yoshiaki Oiwa op Mgh Grafton Street Toshiyuki Tanaka op Jefferson Kazuma Tomoto op Vinci De La Vigne |
|                     | | | | | | |
| Springconcours      | GER | Christian Kukuk op Checker 47                                                                                 | SUI | Steve Guerdat op Dynamix de Belheme                                                                                  | NED | Maikel van der Vleuten op Beauville Z                                                                                                  |
| Springconcours team | Groot-Brittannië Ben Maher op Dallas Vegas Batilly Harry Charles op Romeo 88 Scott Brash op Jefferson         | Groot-Brittannië Ben Maher op Dallas Vegas Batilly Harry Charles op Romeo 88 Scott Brash op Jefferson         | Verenigde Staten Laura Kraut op Baloutinue Karl Cook op Caracole de la Roque McLain Ward op Ilex                     | Verenigde Staten Laura Kraut op Baloutinue Karl Cook op Caracole de la Roque McLain Ward op Ilex                     | Frankrijk Simon Delestre op I.Alemusina R 51 Olivier Perreau op Dorai D'Aiguilly Julien Epaillard op Dubai du Cèdre                    | Frankrijk Simon Delestre op I.Alemusina R 51 Olivier Perreau op Dorai D'Aiguilly Julien Epaillard op Dubai du Cèdre                    |

## Roeien
Mannen
| Onderdeel          | Goud | Goud | Zilver | Zilver | Brons | Brons |
| ------------------ | ---- | --- | ------ | --- | ----- | --- |
| Skiff              | GER  | Oliver Zeidler | AIN    | Yauheni Zalaty | NED   | Simon van Dorp |
| Lichte dubbel-twee | IRL  | Fintan McCarthy Paul O'Donovan                                                                                                  | ITA    | Stefano Oppo Gabriel Soares | GRE   | Petros Gkaidatzis Antonios Papakonstantinou                                                                                                  |
| Dubbel-twee        | ROU  | Andrei Cornea Marian Enache | NED    | Melvin Twellaar Stef Broenink | IRL   | Daire Lynch Philip Doyle |
| Twee-zonder        | CRO  | Martin Sinković Valent Sinković                                                                                                 | GBR    | Oliver Wynne-Griffith Thomas George | SUI   | Roman Röösli Andrin Gulich |
| Dubbel-vier        | NED  | Lennart van Lierop Finn Florijn Tone Wieten Koen Metsemakers                                                                    | ITA    | Luca Chiumento Luca Rambaldi Giacomo Gentili Andrea Panizza                                                                                 | POL   | Fabian Barański Mateusz Biskup Dominik Czaja Mirosław Ziętarski                                                                              |
| Vier-zonder        | USA  | Nick Mead Justin Best Michael Grady Liam Corrigan                                                                               | NZL    | Oliver Maclean Logan Ullrich Tom Murray Matt Macdonald                                                                                      | GBR   | Oliver Wilkes David Ambler Matt Aldridge Freddie Davidson                                                                                    |
| Acht               | GBR  | Morgan Bolding Sholto Carnegie Rory Gibbs Thomas Ford Jacob Dawson Charles Elwes Thomas Digby James Rudkin Harry Brightmore (s) | NED    | Ralf Rienks Olav Molenaar Sander de Graaf Ruben Knab Gert-Jan van Doorn Jacob van de Kerkhof Jan van der Bij Mick Makker Dieuwke Fetter (s) | USA   | Henry Hollingsworth Nicholas Rusher Christian Tabash Clark Dean Christopher Carlson Peter Chatain Evan Olson Pieter Quinton Rielly Milne (s) |

Vrouwen
| Onderdeel          | Goud | Goud | Zilver | Zilver | Brons | Brons |
| ------------------ | ---- | --- | ------ | --- | ----- | --- |
| Skiff              | NED  | Karolien Florijn | NZL    | Emma Twigg | LTU   | Viktorija Senkutė |
| Lichte dubbel-twee | GBR  | Emily Craig Imogen Grant | ROU    | Gianina Beleagă Ionela Cozmiuc | GRE   | Dimitra Kontou Zoi Fitsiou |
| Dubbel-twee        | NZL  | Brooke Francis Lucy Spoors | ROU    | Nicoleta-Ancuța Bodnar Simona Radiș | GBR   | Mathilda Hodgkins-Byrne Becky Wilde                                                                                               |
| Twee-zonder        | NED  | Ymkje Clevering Veronique Meester | ROU    | Ioana Vrînceanu Roxana Anghel | AUS   | Jessica Morrison Annabelle McIntyre                                                                                               |
| Dubbel-vier        | GBR  | Lauren Henry Hannah Scott Lola Anderson Georgina Brayshaw                                                                                           | NED    | Laila Youssifou Bente Paulis Roos de Jong Tessa Dullemans                                                                                            | GER   | Maren Völz Tabea Schendekehl Leonie Menzel Pia Greiten                                                                            |
| Vier-zonder        | NED  | Marloes Oldenburg Hermijntje Drenth Tinka Offereins Benthe Boonstra                                                                                 | GBR    | Helen Glover Esme Booth Samantha Redgrave Rebecca Shorten                                                                                            | NZL   | Jackie Gowler Phoebe Spoors Davina Waddy Kerri Williams                                                                           |
| Acht               | ROU  | Adriana Adam Roxana Anghel Amalia Bereș Ancuța Bodnar Maria Luhaci Simona Radiș Maria Magdalena Rusu Ioana Vrinceanu Victoria-Ștefania Petreanu (s) | CAN    | Abigail Dent Caileigh Filmer Kasia Gruchalla-Wesierski Maya Meschkuleit Sydney Payne Jessica Sevick Kristina Walker Avalon Wasteneys Kristen Kit (s) | GBR   | Annie Campbell-Orde Holly Dunford Emily Ford Lauren Irwin Heidi Long Rowan McKellar Eve Stewart Harriet Taylor Henry Fieldman (s) |

## Rugby
| mannen  | Frankrijk     | Fiji   | Zuid-Afrika      |  |  |  |
|         |               |        |                  |  |  |  |
| vrouwen | Nieuw-Zeeland | Canada | Verenigde Staten |  |  |  |

## Schermen
Mannen
| Onderdeel   | Goud | Goud                                                          | Zilver | Zilver                                                         | Brons | Brons                                                                  |
| ----------- | ---- | ------------------------------------------------------------- | ------ | -------------------------------------------------------------- | ----- | ---------------------------------------------------------------------- |
| Degen       | JPN  | Koki Kano                                                     | FRA    | Yannick Borel                                                  | EGY   | Mohamed El-Sayed                                                       |
| Degen team  | HUN  | Máté Tamás Koch Tibor Andrásfi Gergely Siklósi Dávid Nagy     | JPN    | Akira Komata Koki Kano Masaru Yamada Kazuyasu Minobe           | CZE   | Jiří Beran Jakub Jurka Martin Rubeš Michal Čupr                        |
| Floret      | HKG  | Cheung Ka-long                                                | ITA    | Filippo Macchi                                                 | USA   | Nick Itkin                                                             |
| Floret team | JPN  | Kazuki Iimura Kyosuke Matsuyama Takahiro Shikine Yudai Nagano | ITA    | Guillaume Bianchi Filippo Macchi Tommaso Marini Alessio Foconi | FRA   | Maximilien Chastanet Maxime Pauty Enzo Lefort Julien Mertine           |
| Sabel       | KOR  | Oh Sang-uk                                                    | TUN    | Farès Ferjani                                                  | ITA   | Luigi Samele                                                           |
| Sabel team  | KOR  | Oh Sang-uk Gu Bon-gil Park Sang-won Do Gyeong-dong            | HUN    | Csanád Gémesi Krisztián Rabb András Szatmári Áron Szilágyi     | FRA   | Boladé Apithy Jean-Philippe Patrice Sébastien Patrice Maxime Pianfetti |

Vrouwen
| Onderdeel   | Goud | Goud                                                             | Zilver | Zilver                                                                         | Brons | Brons                                                                               |
| ----------- | ---- | ---------------------------------------------------------------- | ------ | ------------------------------------------------------------------------------ | ----- | ----------------------------------------------------------------------------------- |
| Degen       | HKG  | Vivian Kong                                                      | FRA    | Auriane Mallo                                                                  | HUN   | Eszter Muhari                                                                       |
| Degen team  | ITA  | Rossella Fiamingo Mara Navarria Giulia Rizzi Alberta Santuccio   | FRA    | Marie-Florence Candassamy Alexandra Louis-Marie Auriane Mallo Coraline Vitalis | POL   | Aleksandra Jarecka Alicja Klasik Renata Knapik-Miazga Martyna Swatowska-Wenglarczyk |
| Floret      | USA  | Lee Kiefer                                                       | USA    | Lauren Scruggs                                                                 | CAN   | Eleanor Harvey                                                                      |
| Floret team | USA  | Jacqueline Dubrovich Lee Kiefer Lauren Scruggs Maia Weintraub    | ITA    | Arianna Errigo Martina Favaretto Francesca Palumbo Alice Volpi                 | JPN   | Sera Azuma Yuka Ueno Karin Miyawaki Komaki Kikuchi                                  |
| Sabel       | FRA  | Manon Brunet                                                     | FRA    | Sara Balzer                                                                    | UKR   | Olga Charlan                                                                        |
| Sabel team  | UKR  | Joelia Bakastova Olga Charlan Alina Komasjtsjoek Olena Kravatska | KOR    | Choi Se-bin Jeon Ha-young Jeon Eun-hye Yoon Ji-su                              | JPN   | Risa Takashima Seri Ozaki Misaki Emura Shihomi Fukushima                            |

## Schietsport
Mannen
| Onderdeel            | Goud | Goud            | Zilver | Zilver                | Brons | Brons            |
| -------------------- | ---- | --------------- | ------ | --------------------- | ----- | ---------------- |
| 10 m luchtpistool    | CHN  | Xie Yu          | ITA    | Federico Nilo Maldini | ITA   | Paolo Monna      |
| 25 m snelvuurpistool | CHN  | Li Yuehong      | KOR    | Cho Yeong-jae         | CHN   | Wang Xinjie      |
| 10 m luchtgeweer     | CHN  | Sheng Lihao     | SWE    | Victor Lindgren       | CRO   | Miran Maričić    |
| 50 m kkg 3-houdingen | CHN  | Liu Yukun       | UKR    | Serhi Koelisj         | IND   | Swapnil Kusale   |
| Skeet                | USA  | Vincent Hancock | USA    | Conner Prince         | TPE   | Lee Meng-yuan    |
| Trap                 | GBR  | Nathan Hales    | CHN    | Qi Ying               | GUA   | Jean Pierre Brol |

Vrouwen
| Onderdeel            | Goud | Goud               | Zilver | Zilver               | Brons | Brons          |
| -------------------- | ---- | ------------------ | ------ | -------------------- | ----- | -------------- |
| 10 m luchtpistool    | KOR  | Oh Ye-jin          | KOR    | Kim Ye-ji            | IND   | Manu Bhaker    |
| 25 m sportpistool    | KOR  | Yang Ji-in         | FRA    | Camille Jedrzejewski | HUN   | Veronika Major |
| 10 m luchtgeweer     | KOR  | Ban Hyo-jin        | CHN    | Huang Yuting         | SUI   | Audrey Gogniat |
| 50 m kkg 3-houdingen | SUI  | Chiara Leone       | USA    | Sagen Maddalena      | CHN   | Zhang Qiongyue |
| Skeet                | CHI  | Francisca Crovetto | GBR    | Amber Rutter         | USA   | Austen Smith   |
| Trap                 | GUA  | Adriana Ruano      | ITA    | Silvana Stanco       | AUS   | Penny Smith    |

Gemengd
| Onderdeel         | Goud | Goud                           | Zilver | Zilver                           | Brons | Brons                       |
| ----------------- | ---- | ------------------------------ | ------ | -------------------------------- | ----- | --------------------------- |
| 10 m luchtgeweer  | CHN  | Huang Yuting Sheng Lihao       | KOR    | Keum Ji-hyeon Park Ha-jun        | KAZ   | Alexandra Le Islam Satpayev |
| 10 m luchtpistool | SRB  | Zorana Arunović Damir Mikec    | TUR    | Şevval İlayda Tarhan Yusuf Dikeç | IND   | Manu Bhaker Sarabjot Singh  |
| Skeet             | ITA  | Diana Bacosi Gabriele Rossetti | USA    | Austen Smith Vincent Hancock     | CHN   | Jiang Yiting Lyu Jianlin    |

## Skateboarden
| Onderdeel  | Goud | Goud           | Zilver | Zilver        | Brons | Brons        |
| ---------- | ---- | -------------- | ------ | ------------- | ----- | ------------ |
| Park (m)   | AUS  | Keegan Palmer  | USA    | Tom Schaar    | BRA   | Augusto Akio |
| Street (m) | JPN  | Yuto Horigome  | USA    | Jagger Eaton  | USA   | Nyjah Huston |
|            |      |                |        |               |       |              |
| Park (v)   | AUS  | Arisa Trew     | JPN    | Kokona Hiraki | GBR   | Sky Brown    |
| Street (v) | JPN  | Coco Yoshizawa | JPN    | Liz Akama     | BRA   | Rayssa Leal  |

## Surfen
| Onderdeel | Goud | Goud           | Zilver | Zilver              | Brons | Brons          |
| --------- | ---- | -------------- | ------ | ------------------- | ----- | -------------- |
| Mannen    | FRA  | Kauli Vaast    | AUS    | Jack Robinson       | BRA   | Gabriel Medina |
|           |      |                |        |                     |       |                |
| Vrouwen   | USA  | Caroline Marks | BRA    | Tatiana Weston-Webb | FRA   | Johanne Defay  |

## Taekwondo
| Onderdeel                  | Goud | Goud                   | Zilver | Zilver             | Brons   | Brons                                |
| -------------------------- | ---- | ---------------------- | ------ | ------------------ | ------- | ------------------------------------ |
| Vlieggewicht (-58 kg) (m)  | KOR  | Park Tae-joon          | AZE    | Gashim Magomedov   | FRA TUN | Cyrian Ravet Mohamed Khalil Jendoubi |
| Lichtgewicht (-68 kg) (m)  | UZB  | Ulugbek Rashitov       | JOR    | Zaid Kareem        | CHN BRA | Liang Yushuai Edival Pontes          |
| Middengewicht (-80 kg) (m) | TUN  | Firas Katoussi         | IRI    | Mehran Barkhordari | ITA DEN | Simone Alessio Edi Hrnic             |
| Zwaargewicht (+80 kg) (m)  | IRI  | Arian Salimi           | GBR    | Caden Cunningham   | CUB CIV | Rafael Alba Cheick Sallah Cissé      |
|                            |      |                        |        |                    |         |                                      |
| Vlieggewicht (-49 kg) (v)  | THA  | Panipak Wongpattanakit | CHN    | Guo Qing           | IRI CRO | Mobina Nematzadeh Lena Stojković     |
| Lichtgewicht (-57 kg) (v)  | KOR  | Kim Yu-jin             | IRI    | Nahid Kiani        | CAN BUL | Skylar Park Kimia Alizadeh           |
| Middengewicht (-67 kg) (v) | HUN  | Viviana Márton         | SRB    | Aleksandra Perišić | USA BEL | Kristina Teachout Sarah Chaâri       |
| Zwaargewicht (+67 kg) (v)  | FRA  | Althéa Laurin          | UZB    | Svetlana Osipova   | KOR TUR | Lee Da-bin Nafia Kuş                 |

## Tafeltennis
| Onderdeel      | Goud | Goud                             | Zilver | Zilver                                           | Brons | Brons                                  |
| -------------- | ---- | -------------------------------- | ------ | ------------------------------------------------ | ----- | -------------------------------------- |
| Mannen enkel   | CHN  | Fan Zhendong                     | SWE    | Truls Möregårdh                                  | FRA   | Félix Lebrun                           |
| Mannen team    | CHN  | Fan Zhendong Ma Long Wang Chuqin | SWE    | Anton Källberg Kristian Karlsson Truls Möregårdh | FRA   | Simon Gauzy Alexis Lebrun Félix Lebrun |
| Vrouwen enkel  | CHN  | Chen Meng                        | CHN    | Sun Yingsha                                      | JPN   | Hina Hayata                            |
| Vrouwen team   | CHN  | Chen Meng Sun Yingsha Wang Manyu | JPN    | Miwa Harimoto Hina Hayata Miu Hirano             | KOR   | Jeon Ji-hee Lee Eun-hye Shin Yu-bin    |
| Gemengd dubbel | CHN  | Wang Chuqin Sun Yingsha          | PRK    | Ri Jong-sik Kim Kum-yong                         | KOR   | Lim Jong-hoon Shin Yu-bin              |

## Tennis
| Onderdeel          | Goud | Goud                            | Zilver | Zilver                         | Brons | Brons                                    |
| ------------------ | ---- | ------------------------------- | ------ | ------------------------------ | ----- | ---------------------------------------- |
| mannenenkelspel    | SRB  | Novak Djokovic                  | ESP    | Carlos Alcaraz                 | ITA   | Lorenzo Musetti                          |
| mannendubbelspel   | AUS  | Matthew Ebden John Peers        | USA    | Austin Krajicek Rajeev Ram     | USA   | Taylor Fritz Tommy Paul                  |
| vrouwenenkelspel   | CHN  | Zheng Qinwen                    | CRO    | Donna Vekić                    | POL   | Iga Świątek                              |
| vrouwendubbelspel  | ITA  | Sara Errani Jasmine Paolini     | AIN    | Mirra Andrejeva Diana Sjnajder | ESP   | Cristina Bucșa Sara Sorribes Tormo       |
| gemengd dubbelspel | CZE  | Kateřina Siniaková Tomáš Macháč | CHN    | Wang Xinyu Zhang Zhizhen       | CAN   | Gabriela Dabrowski Félix Auger-Aliassime |

## Triatlon
| Onderdeel          | Goud | Goud                                                 | Zilver | Zilver                                               | Brons | Brons                                                   |
| ------------------ | ---- | ---------------------------------------------------- | ------ | ---------------------------------------------------- | ----- | ------------------------------------------------------- |
| Mannen             | GBR  | Alex Yee                                             | NZL    | Hayden Wilde                                         | FRA   | Léo Bergère                                             |
|                    |      |                                                      |        |                                                      |       |                                                         |
| Vrouwen            | FRA  | Cassandre Beaugrand                                  | SUI    | Julie Derron                                         | GBR   | Beth Potter                                             |
|                    |      |                                                      |        |                                                      |       |                                                         |
| Gemengde estafette | GER  | Tim Hellwig Lisa Tertsch Lasse Lührs Laura Lindemann | USA    | Seth Rider Taylor Spivey Morgan Pearson Taylor Knibb | GBR   | Alex Yee Georgia Taylor-Brown Sam Dickinson Beth Potter |

## Voetbal
| mannen  | Spanje           | Frankrijk | Marokko   |  |  |  |
|         |                  |           |           |  |  |  |
| vrouwen | Verenigde Staten | Brazilië  | Duitsland |  |  |  |

## Volleybal

#### Beachvolleybal
| Onderdeel | Goud | Goud                        | Zilver | Zilver                                   | Brons | Brons                        |
| --------- | ---- | --------------------------- | ------ | ---------------------------------------- | ----- | ---------------------------- |
| Mannen    | SWE  | David Åhman Jonatan Hellvig | GER    | Nils Ehlers Clemens Wickler              | NOR   | Anders Mol Christian Sørum   |
| Vrouwen   | BRA  | Ana Patrícia Duda Lisboa    | CAN    | Melissa Humana-Paredes Brandie Wilkerson | SUI   | Tanja Hüberli Nina Betschart |

#### Zaalvolleybal
| Onderdeel | Goud      | Zilver           | Brons            |
| --------- | --------- | ---------------- | ---------------- |
| Mannen    | Frankrijk | Polen            | Verenigde Staten |
| Vrouwen   | Italië    | Verenigde Staten | Brazilië         |

## Wielersport

#### Baan
| Onderdeel              | Goud | Goud                                                         | Zilver | Zilver                                                    | Brons | Brons                                                        |
| ---------------------- | ---- | ------------------------------------------------------------ | ------ | --------------------------------------------------------- | ----- | ------------------------------------------------------------ |
| Keirin (m)             | NED  | Harrie Lavreysen                                             | AUS    | Matthew Richardson                                        | AUS   | Matthew Glaetzer                                             |
| Olympische sprint (m)  | NED  | Harrie Lavreysen                                             | AUS    | Matthew Richardson                                        | GBR   | Jack Carlin                                                  |
| Koppelkoers (m)        | POR  | Iúri Leitão Rui Oliveira                                     | ITA    | Simone Consonni Elia Viviani                              | DEN   | Niklas Larsen Michael Mørkøv                                 |
| Omnium (m)             | FRA  | Benjamin Thomas                                              | POR    | Iúri Leitão                                               | BEL   | Fabio Van den Bossche                                        |
| Ploegachtervolging (m) | AUS  | Oliver Bleddyn Sam Welsford Conor Leahy Kelland O'Brien      | GBR    | Ethan Hayter Daniel Bigham Charlie Tanfield Ethan Vernon  | ITA   | Simone Consonni Filippo Ganna Francesco Lamon Jonathan Milan |
| Team sprint (m)        | NED  | Roy van den Berg Harrie Lavreysen Jeffrey Hoogland           | GBR    | Ed Lowe Hamish Turnbull Jack Carlin                       | AUS   | Leigh Hoffman Matthew Richardson Matthew Glaetzer            |
|                        |      |                                                              |        |                                                           |       |                                                              |
| Keirin (v)             | NZL  | Ellesse Andrews                                              | NED    | Hetty van de Wouw                                         | GBR   | Emma Finucane                                                |
| Olympische sprint (v)  | NZL  | Ellesse Andrews                                              | GER    | Lea Friedrich                                             | GBR   | Emma Finucane                                                |
| Koppelkoers (v)        | ITA  | Chiara Consonni Vittoria Guazzini                            | GBR    | Elinor Barker Neah Evans                                  | NED   | Lisa van Belle Maike van der Duin                            |
| Omnium (v)             | USA  | Jennifer Valente                                             | POL    | Daria Pikulik                                             | NZL   | Ally Wollaston                                               |
| Ploegachtervolging (v) | USA  | Jennifer Valente Lily Williams Chloé Dygert Kristen Faulkner | NZL    | Ally Wollaston Bryony Botha Emily Shearman Nicole Shields | GBR   | Elinor Barker Josie Knight Anna Morris Jessica Roberts       |
| Team sprint (v)        | GBR  | Katy Marchant Sophie Capewell Emma Finucane                  | NZL    | Rebecca Petch Shaane Fulton Ellesse Andrews               | GER   | Pauline Grabosch Emma Hinze Lea Sophie Friedrich             |

#### BMX
| Onderdeel     | Goud | Goud            | Zilver | Zilver         | Brons | Brons            |
| ------------- | ---- | --------------- | ------ | -------------- | ----- | ---------------- |
| Freestyle (m) | ARG  | José Torres Gil | GBR    | Kieran Reilly  | FRA   | Anthony Jeanjean |
| Race (m)      | FRA  | Joris Daudet    | FRA    | Sylvain André  | FRA   | Romain Mahieu    |
|               |      |                 |        |                |       |                  |
| Freestyle (v) | CHN  | Deng Yawen      | USA    | Perris Benegas | AUS   | Natalya Diehm    |
| Race (v)      | AUS  | Saya Sakakibara | NED    | Manon Veenstra | SUI   | Zoé Claessens    |

#### Mountainbike
| Onderdeel | Goud | Goud                   | Zilver | Zilver          | Brons | Brons          |
| --------- | ---- | ---------------------- | ------ | --------------- | ----- | -------------- |
| Mannen    | GBR  | Tom Pidcock            | FRA    | Victor Koretzky | RSA   | Alan Hatherly  |
|           |      |                        |        |                 |       |                |
| Vrouwen   | FRA  | Pauline Ferrand-Prévot | USA    | Haley Batten    | SWE   | Jenny Rissveds |

#### Weg
| Onderdeel        | Goud | Goud             | Zilver | Zilver           | Brons | Brons              |
| ---------------- | ---- | ---------------- | ------ | ---------------- | ----- | ------------------ |
| Tijdrit (m)      | BEL  | Remco Evenepoel  | ITA    | Filippo Ganna    | BEL   | Wout van Aert      |
| Wegwedstrijd (m) | BEL  | Remco Evenepoel  | FRA    | Valentin Madouas | FRA   | Christophe Laporte |
|                  |      |                  |        |                  |       |                    |
| Tijdrit (v)      | AUS  | Grace Brown      | GBR    | Anna Henderson   | USA   | Chloé Dygert       |
| Wegwedstrijd (v) | USA  | Kristen Faulkner | NED    | Marianne Vos     | BEL   | Lotte Kopecky      |

## Worstelen

#### Grieks-Romeins
Mannen
| Onderdeel            | Goud | Goud                 | Zilver | Zilver            | Brons | Brons                  |
| -------------------- | ---- | -------------------- | ------ | ----------------- | ----- | ---------------------- |
| Bantam (-60 kg)      | JPN  | Kenichiro Fumita     | CHN    | Cao Liguo         | KGZ   | Zholaman Sharshenbekov |
| Bantam (-60 kg)      | JPN  | Kenichiro Fumita     | CHN    | Cao Liguo         | PRK   | Ri Se-ung              |
| Licht (-67 kg)       | IRI  | Saeid Esmaeili       | UKR    | Parviz Nasibov    | AZE   | Hasrat Jafarov         |
| Licht (-67 kg)       | IRI  | Saeid Esmaeili       | UKR    | Parviz Nasibov    | CUB   | Luis Orta              |
| Welter (-77 kg)      | JPN  | Nao Kusaka           | KAZ    | Demeu Zhadrayev   | ARM   | Malkhas Amoyan         |
| Welter (-77 kg)      | JPN  | Nao Kusaka           | KAZ    | Demeu Zhadrayev   | KGZ   | Akzjol Machmoedov      |
| Midden (-87 kg)      | BUL  | Semen Novikov        | IRI    | Alireza Mohmadi   | UKR   | Zjan Belenjoek         |
| Midden (-87 kg)      | BUL  | Semen Novikov        | IRI    | Alireza Mohmadi   | DEN   | Turpal Bisultanov      |
| Zwaar (-97 kg)       | IRI  | Mohammad Hadi Saravi | ARM    | Artoer Aleksanjan | CUB   | Gabriel Rosillo        |
| Zwaar (-97 kg)       | IRI  | Mohammad Hadi Saravi | ARM    | Artoer Aleksanjan | KGZ   | Uzur Dzhuzupbekov      |
| Superzwaar (-130 kg) | CUB  | Mijaín López         | CHI    | Yasmani Acosta    | IRI   | Amin Mirzazadeh        |
| Superzwaar (-130 kg) | CUB  | Mijaín López         | CHI    | Yasmani Acosta    | CHN   | Meng Lingzhe           |

#### Vrije stijl
Mannen
| Onderdeel            | Goud | Goud              | Zilver | Zilver              | Brons | Brons                  |
| -------------------- | ---- | ----------------- | ------ | ------------------- | ----- | ---------------------- |
| Bantam (-57 kg)      | JPN  | Rei Higuchi       | USA    | Spencer Lee         | IND   | Aman Sehrawat          |
| Bantam (-57 kg)      | JPN  | Rei Higuchi       | USA    | Spencer Lee         | UZB   | Gulomjon Abdullaev     |
| Licht (-65 kg)       | JPN  | Kotaro Kiyooka    | IRI    | Rahman Amouzad      | PUR   | Sebastian Rivera       |
| Licht (-65 kg)       | JPN  | Kotaro Kiyooka    | IRI    | Rahman Amouzad      | ALB   | Islam Dudaev           |
| Welter (-74 kg)      | UZB  | Razambek Zhamalov | JPN    | Daichi Takatani     | USA   | Kyle Dake              |
| Welter (-74 kg)      | UZB  | Razambek Zhamalov | JPN    | Daichi Takatani     | ALB   | Chermen Valiev         |
| Midden (-86 kg)      | BUL  | Magomed Ramazanov | IRI    | Hassan Yazdani      | USA   | Aaron Brooks           |
| Midden (-86 kg)      | BUL  | Magomed Ramazanov | IRI    | Hassan Yazdani      | GRE   | Dauren Kurugliev       |
| Zwaar (-97 kg)       | BRN  | Akhmed Tazhudinov | GEO    | Givi Matcharashvili | AZE   | Magomedkhan Magomedov  |
| Zwaar (-97 kg)       | BRN  | Akhmed Tazhudinov | GEO    | Givi Matcharashvili | IRI   | Amir Ali Azarpira      |
| Superzwaar (-125 kg) | GEO  | Geno Petriashvili | IRI    | Amir Hossein Zare   | TUR   | Taha Akgül             |
| Superzwaar (-125 kg) | GEO  | Geno Petriashvili | IRI    | Amir Hossein Zare   | AZE   | Giorgi Meshvildishvili |

Vrouwen
| Onderdeel           | Goud | Goud              | Zilver | Zilver               | Brons | Brons                |
| ------------------- | ---- | ----------------- | ------ | -------------------- | ----- | -------------------- |
| Vlieg (-50 kg)      | USA  | Sarah Hildebrandt | CUB    | Yusneylys Guzmán     | JPN   | Yui Susaki           |
| Vlieg (-50 kg)      | USA  | Sarah Hildebrandt | CUB    | Yusneylys Guzmán     | CHN   | Feng Ziqi            |
| Bantam (-53 kg)     | JPN  | Akari Fujinami    | ECU    | Lucía Yépez          | PRK   | Choe Hyo-gyong       |
| Bantam (-53 kg)     | JPN  | Akari Fujinami    | ECU    | Lucía Yépez          | CHN   | Pang Qianyu          |
| Welter (-57 kg)     | JPN  | Tsugumi Sakurai   | MDA    | Anastasia Nichita    | USA   | Helen Maroulis       |
| Welter (-57 kg)     | JPN  | Tsugumi Sakurai   | MDA    | Anastasia Nichita    | CHN   | Hong Kexin           |
| Midden (-62 kg)     | JPN  | Sakura Motoki     | UKR    | Iryna Koljadenko     | KGZ   | Aisuluu Tynybekova   |
| Midden (-62 kg)     | JPN  | Sakura Motoki     | UKR    | Iryna Koljadenko     | NOR   | Grace Bullen         |
| Lichtzwaar (-68 kg) | USA  | Amit Elor         | KGZ    | Meerim Zhumanazarova | TUR   | Buse Tosun Çavuşoğlu |
| Lichtzwaar (-68 kg) | USA  | Amit Elor         | KGZ    | Meerim Zhumanazarova | JPN   | Nonoka Ozaki         |
| Zwaar (-76 kg)      | JPN  | Yuka Kagami       | USA    | Kennedy Blades       | CUB   | Milaimys Marín       |
| Zwaar (-76 kg)      | JPN  | Yuka Kagami       | USA    | Kennedy Blades       | COL   | Tatiana Rentería     |

## Zeilen
Mannen
| Onderdeel    | Goud | Goud                        | Zilver | Zilver                          | Brons | Brons                   |
| ------------ | ---- | --------------------------- | ------ | ------------------------------- | ----- | ----------------------- |
| IQFoil       | ISR  | Tom Reuveny                 | AUS    | Grae Morris                     | NED   | Luuc van Opzeeland      |
| Formula Kite | AUT  | Valentin Bontus             | SLO    | Toni Vodišek                    | SGP   | Maximilian Maeder       |
| ILCA 7       | AUS  | Matthew Wearn               | CYP    | Pavlos Kontides                 | PER   | Stefano Peschiera       |
| 49er         | ESP  | Diego Botín Florián Trittel | NZL    | Isaac McHardie William McKenzie | USA   | Ian Barrows Hans Henken |

Vrouwen
| Onderdeel    | Goud | Goud                            | Zilver | Zilver                       | Brons | Brons                         |
| ------------ | ---- | ------------------------------- | ------ | ---------------------------- | ----- | ----------------------------- |
| IQFoil       | ITA  | Marta Maggetti                  | ISR    | Sharon Kantor                | GBR   | Emma Wilson                   |
| Formula Kite | GBR  | Ellie Aldridge                  | FRA    | Lauriane Nolot               | NED   | Annelous Lammerts             |
| ILCA 6       | NED  | Marit Bouwmeester               | DEN    | Anne-Marie Rindom            | NOR   | Line Flem Høst                |
| 49erFX       | NED  | Odile van Aanholt Annette Duetz | SWE    | Vilma Bobeck Rebecca Netzler | FRA   | Sarah Steyaert Charline Picon |

Gemengd
| Onderdeel | Goud | Goud                        | Zilver | Zilver                        | Brons | Brons                          |
| --------- | ---- | --------------------------- | ------ | ----------------------------- | ----- | ------------------------------ |
| 470       | AUT  | Lara Vadlau Lukas Mähr      | JPN    | Keiju Okada Miho Yoshioka     | SWE   | Anton Dahlberg Lovisa Karlsson |
| Nacra 17  | ITA  | Ruggero Tita Caterina Banti | ARG    | Mateo Majdalani Eugenia Bosco | NZL   | Micah Wilkinson Erica Dawson   |

## Zwemsporten
Legenda
- WR = Wereldrecord
- OR = Olympisch record

#### Langebaanzwemmen
Mannen
| Onderdeel            | Goud | Goud            | Zilver | Zilver   | Brons | Brons           |
| -------------------- | --- | --------------- | --- | -------- | --- | --------------- |
| Vrije slag           | |                 | |          | |                 |
| 50 m                 | Cameron McEvoy Australië | 21,25           | Ben Proud Groot-Brittannië | 21,30    | Florent Manaudou Frankrijk | 21,56           |
| 100 m                | Pan Zhanle China | 46.40 WR        | Kyle Chalmers Australië | 47.48    | David Popovici Roemenië | 47.49           |
| 200 m                | David Popovici Roemenië | 1.44,72         | Matthew Richards Groot-Brittannië | 1.44,74  | Luke Hobson Verenigde Staten | 1.44,79         |
| 400 m                | Lukas Märtens Duitsland | 3.41,78         | Elijah Winnington Australië | 3.42,21  | Kim Woo-min Zuid-Korea | 3.42,50         |
| 800 m                | Daniel Wiffen Ierland | 7.38,19 OR, ER  | Bobby Finke Verenigde Staten | 7.38,75  | Gregorio Paltrinieri Italië | 7.39,38         |
| 1500 m               | Bobby Finke Verenigde Staten | 14.30,67 WR, OR | Gregorio Paltrinieri Italië | 14.34,55 | Daniel Wiffen Ierland | 14.39,63        |
| Rugslag              | |                 | |          | |                 |
| 100 m                | Thomas Ceccon Italië | 52,00           | Xu Jiayu China | 52,32    | Ryan Murphy Verenigde Staten | 52,39           |
| 200 m                | Hubert Kós Hongarije | 1.54,26         | Apostolos Christou Griekenland | 1.54,82  | Roman Mityukov Zwitserland | 1.54,85         |
| Schoolslag           | |                 | |          | |                 |
| 100 m                | Nicolò Martinenghi Italië | 59,03           | Adam Peaty Groot-BrittanniëNic Fink Verenigde Staten                                                                                                  | 59,05    | Niet uitgereikt | Niet uitgereikt |
| 200 m                | Léon Marchand Frankrijk | 2.05,85 OR      | Zac Stubblety-Cook Australië | 2.06,79  | Caspar Corbeau Nederland | 2.07,90         |
| Vlinderslag          | |                 | |          | |                 |
| 100 m                | Kristóf Milák Hongarije | 49,90           | Josh Liendo Canada | 49,99 NR | Ilya Kharun Canada | 50,45           |
| 200 m                | Léon Marchand Frankrijk | 1.51,21 OR, NR  | Kristóf Milák Hongarije | 1.51,75  | Ilya Kharun Canada | 1.52,80 NR      |
| Wisselslag           | |                 | |          | |                 |
| 200 m                | Léon Marchand Frankrijk | 1.54,06 OR, AR  | Duncan Scott Groot-Brittannië | 1.55,31  | Wang Shun China | 1.56,00         |
| 400 m                | Léon Marchand Frankrijk | 4.02,95 OR      | Tomoyuki Matsushita Japan | 4.08,62  | Carson Foster Verenigde Staten | 4.08,66         |
| Vrije slag estafette | |                 | |          | |                 |
| 4x100 m              | Verenigde Staten Jack Alexy (47,67) Chris Guiliano (47,33) Hunter Armstrong (46,75) Caeleb Dressel (47,53) Ryan Held Matthew King   | 3.09,28         | Australië Jack Cartwright (48,03) Flynn Southam (48,00) Kai Taylor (47,73) Kyle Chalmers (46,59) William Yang                                         | 3.10,35  | Italië Alessandro Miressi (48,04) Thomas Ceccon (47,44) Paolo Conte Bonin (48,16) Manuel Frigo (47,06) Lorenzo Zazzeri Leonardo Deplano    | 3.10,70         |
| 4x200 m              | Groot-Brittannië James Guy (1.43,00) Tom Dean (1.45,28) Matthew Richards (1.45,11) Duncan Scott (1.43,95) Kieran Bird Jack McMillan | 6.59,43         | Verenigde Staten Luke Hobson (1.45,55) Carson Foster (1.45,31) Drew Kibler (1.45,12) Kieran Smith (1.44,80) Brooks Curry Blake Pieroni Chris Guiliano | 7.00,78  | Australië Maximillian Giuliani (1.45,99) Flynn Southam (1.45,53) Elijah Winnington (1.45,19) Thomas Neill (1.45,27) Kai Taylor Zac Incerti | 7.01,98         |
| Wisselslagestafette  | |                 | |          | |                 |
| 4x100 m              | China Xu Jiayu Qin Haiyang Sun Jiajun Pan Zhanle Wang Changhao                                                                      | 3.27,46         | Verenigde Staten Ryan Murphy Nic Fink Caeleb Dressel Hunter Armstrong Charlie Swanson Thomas Heilman Jack Alexy                                       | 3.28,01  | Frankrijk Yohann Ndoye-Brouard Léon Marchand Maxime Grousset Florent Manaudou Clément Secchi Rafael Fente-Damers                           | 3.28,38         |

Vrouwen
| Onderdeel            | Goud | Goud               | Zilver | Zilver      | Brons | Brons       |
| -------------------- | --- | ------------------ | --- | ----------- | --- | ----------- |
| Vrije slag           | |                    | |             | |             |
| 50 m                 | Sarah Sjöström Zweden | 23,71              | Meg Harris Australië | 23,97       | Zhang Yufei China | 24,20       |
| 100 m                | Sarah Sjöström Zweden | 52,16              | Torri Huske Verenigde Staten | 52,29       | Siobhán Haughey Hongkong | 52,33       |
| 200 m                | Mollie O'Callaghan Australië | 1.53,27 OR         | Ariarne Titmus Australië | 1.53,83     | Siobhán Haughey Hongkong | 1.54,55     |
| 400 m                | Ariarne Titmus Australië | 3.57,49            | Summer McIntosh Canada | 3.58,37     | Katie Ledecky Verenigde Staten                                                                                              | 4.00,86     |
| 800 m                | Katie Ledecky Verenigde Staten | 8.11,04            | Ariarne Titmus Australië | 8.12,29     | Paige Madden Verenigde Staten                                                                                               | 8.13,00     |
| 1500 m               | Katie Ledecky Verenigde Staten | 15.30,02 OR        | Anastasiia Kirpichnikova Frankrijk | 15.40,35 NR | Isabel Gose Duitsland | 15.41,16 NR |
| Rugslag              | |                    | |             | |             |
| 100 m                | Kaylee McKeown Australië | 57,33 OR, OC       | Regan Smith Verenigde Staten | 57,66       | Katharine Berkoff Verenigde Staten                                                                                          | 57,98       |
| 200 m                | Kaylee McKeown Australië | 2.03,73 OR         | Regan Smith Verenigde Staten | 2.04,26     | Kylie Masse Canada | 2.05,57     |
| Schoolslag           | |                    | |             | |             |
| 100 m                | Tatjana Smith Zuid-Afrika | 1.05,28            | Tang Qianting China | 1.05,54     | Mona McSharry Ierland | 1.05,59     |
| 200 m                | Kate Douglass Verenigde Staten | 2.19,24            | Tatjana Smith Zuid-Afrika | 2.19,60     | Tes Schouten Nederland | 2.21,05     |
| Vlinderslag          | |                    | |             | |             |
| 100 m                | Torri Huske Verenigde Staten | 55,59              | Gretchen Walsh Verenigde Staten | 55,63       | Zhang Yufei China | 56,21       |
| 200 m                | Summer McIntosh Canada | 2.03,03 OR, WJ, AR | Regan Smith Verenigde Staten | 2.03,84 NR  | Zhang Yufei China | 2.05,09     |
| Wisselslag           | |                    | |             | |             |
| 200 m                | Summer McIntosh Canada | 2.06,56 OR WJ AR   | Kate Douglass Verenigde Staten | 2.06,92     | Kaylee McKeown Australië | 2.08,08     |
| 400 m                | Summer McIntosh Canada | 4.27,71            | Katie Grimes Verenigde Staten | 4.33,40     | Emma Weyant Verenigde Staten                                                                                                | 4.34,93     |
| Vrije slag estafette | |                    | |             | |             |
| 4x100 m              | Australië Mollie O'Callaghan (52,24) Shayna Jack (52,35) Emma McKeon (52,39) Meg Harris (51,94) Olivia Wunsch Bronte Campbell                                    | 3.28,92 OR         | Verenigde Staten Kate Douglass (52,98) Gretchen Walsh (52,55) Torri Huske (52,06) Simone Manuel (52,61) Abbey Weitzeil Erika Connolly                           | 3.30,20 AR  | China Yang Junxuan (52,48) Cheng Yujie (52,76) Zhang Yufei (52,75) Wu Qingfeng (52,31) Yu Yiting                            | 3.30,30 AR  |
| 4x200 m              | Australië Mollie O'Callaghan (1.53,52) Lani Pallister (1.55,61) Brianna Throssell (1.56,00) Ariarne Titmus (1.52,95) Jamie Perkins Shayna Jack                   | 7.38,08 OR         | Verenigde Staten Claire Weinstein (1.54,88) Paige Madden (1.55,63) Katie Ledecky (1.54,93) Erin Gemmell (1.55,40) Anna Peplowski Simone Manuel Alex Shackell    | 7.40,86     | China Yang Junxuan (1.54,52) Li Bingjie (1.55,05) Ge Chutong (1.57,45) Liu Yaxin (1.55,32) Tang Muhan Kong Yaqi             | 7.42,34     |
| Wisselslagestafette  | |                    | |             | |             |
| 4x100 m              | Verenigde Staten Regan Smith (57,28) OR Lilly King (1.04,90) Gretchen Walsh (55,03) Torri Huske (52,42) Katharine Berkoff Emma Weber Alex Shackell Kate Douglass | 3.49,63 WR         | Australië Kaylee McKeown (57,72) Jenna Strauch (1.07,31) Emma McKeon (56,25) Mollie O'Callaghan (51,83) Iona Anderson Ella Ramsay Alexandria Perkins Meg Harris | 3.53,11     | China Wan Letian (59,81) Tang Qianting (1.05,79) Zhang Yufei (55,52) Yang Junxuan (52,11) Wang Xue'er Yu Yiting Wu Qingfeng | 3.53,23     |

Gemengd
| Onderdeel           | Goud | Goud       | Zilver | Zilver     | Brons | Brons      |
| ------------------- | --- | ---------- | --- | ---------- | --- | ---------- |
| Wisselslagestafette | |            | |            | |            |
| 4x100 m             | Verenigde Staten Ryan Murphy Nic Fink Gretchen Walsh Torri Huske Regan Smith Charlie Swanson Caeleb Dressel Abbey Weitzeil | 3.37,43 WR | China Xu Jiayu (52,13) Qin Haiyang (57,82) Zhang Yufei (55,64) Yang Junxuan (51,96) Pan Zhanle Tan Qianting | 3.37,55 AR | Australië Kaylee McKeown (57,90) Joshua Yong (58,43) Matthew Temple (50,42) Mollie O'Callaghan (52,01) Iona Anderson Zac Stubblety-Cook Emma McKeon Kyle Chalmers | 3.38,76 AR |

#### Openwaterzwemmen
| Onderdeel     | Goud                            | Goud      | Zilver                   | Zilver    | Brons                    | Brons     |
| ------------- | ------------------------------- | --------- | ------------------------ | --------- | ------------------------ | --------- |
| 10 km mannen  | Kristóf Rasovszky Hongarije     | 1:50.52,7 | Oliver Klemet Duitsland  | 1:50.54,8 | David Betlehem Hongarije | 1:51.09,0 |
| 10 km vrouwen | Sharon van Rouwendaal Nederland | 2:03.34,2 | Moesha Johnson Australië | 2:03.39,7 | Ginevra Taddeucci Italië | 2:03.42,8 |

### Schoonspringen
Mannen
| Onderdeel                | Goud | Goud                     | Zilver | Zilver                   | Brons | Brons                             |
| ------------------------ | ---- | ------------------------ | ------ | ------------------------ | ----- | --------------------------------- |
| 03 m plank (m)           | CHN  | Xie Siyi                 | CHN    | Wang Zongyuan            | MEX   | Osmar Olvera                      |
| 03 m plank synchroon (m) | CHN  | Wang Zongyuan Long Daoyi | MEX    | Juan Celaya Osmar Olvera | GBR   | Anthony Harding Jack Laugher      |
| 10 m toren (m)           | CHN  | Cao Yuan                 | JPN    | Rikuto Tamai             | GBR   | Noah Williams                     |
| 10 m toren synchroon (m) | CHN  | Yang Hao Lian Junjie     | GBR    | Tom Daley Noah Williams  | CAN   | Rylan Wiens Nathan Zsombar-Murray |

Vrouwen
| Onderdeel                | Goud | Goud                    | Zilver | Zilver                   | Brons | Brons                                  |
| ------------------------ | ---- | ----------------------- | ------ | ------------------------ | ----- | -------------------------------------- |
| 03 m plank (v)           | CHN  | Chen Yiwen              | AUS    | Maddison Keeney          | CHN   | Chang Yani                             |
| 03 m plank synchroon (v) | CHN  | Chen Yiwen Chang Yani   | USA    | Sarah Bacon Kassidy Cook | GBR   | Yasmin Harper Scarlett Mew Jensen      |
| 10 m toren (v)           | CHN  | Quan Hongchan           | CHN    | Chen Yuxi                | PRK   | Kim Mi-rae                             |
| 10 m toren synchroon (v) | CHN  | Chen Yuxi Quan Hongchan | PRK    | Kim Mi-rae Jo Jin-mi     | GBR   | Andrea Spendolini-Sirieix Lois Toulson |

### Synchroonzwemmen
| Onderdeel | Goud | Goud | Zilver | Zilver | Brons | Brons |
| --------- | ---- | --- | ------ | --- | ----- | --- |
| Duet      | CHN  | Wang Qianyi Wang Liuyi                                                                                   | GBR    | Kate Shortman Isabelle Thorpe                                                                                               | NED   | Bregje de Brouwer Noortje de Brouwer                                                                                                  |
| Team      | CHN  | Chang Hao Feng Yu Wang Ciyue Wang Liuyi Wang Qianyi Xiang Binxuan Xiao Yanning Zhang Yayi Cheng Wentao * | USA    | Anita Alvarez Jaime Czarkowski Megumi Field Keana Hunter Audrey Kwon Jacklyn Luu Daniella Ramirez Ruby Remati Calista Liu * | ESP   | Txell Ferré Marina García Polo Lilou Lluís Valette Meritxell Mas Alisa Ozhogina Paula Ramírez Iris Tió Blanca Toledano Sara Saldaña * |

 * teamleden die niet deelnamen aan de wedstrijd 

### Waterpolo
| mannen  | Servië | Kroatië   | Verenigde Staten |  |  |  |
|         |        |           |                  |  |  |  |
| vrouwen | Spanje | Australië | Nederland        |  |  |  |

Atletiek · Badminton · Basketbal · Boksen · Boogschieten · Breaking · Gewichtheffen · Golf · Gymnastiek · Handbal · Hockey · Judo · Kanovaren · Klimsport · Moderne vijfkamp · Paardensport · Roeien · Rugby · Schermen · Schietsport · Schoonspringen · Skateboarden  · Surfen · Synchroonzwemmen · Taekwondo · Tafeltennis · Tennis · Triatlon · Voetbal · Volleybal · Waterpolo · Wielersport · Worstelen · Zeilen · Zwemmen
1. ↑  Sporza, 11 augustus 2024, Het beroep kwam 4 seconden (!) te laat: Amerikaanse turnster is na 5 dagen alsnog medaille kwijt